# ソユーズTMA-09M
ソユーズTMA-09M(Soyuz TMA-09M、ロシア語: Союз ТМА-09M)は、国際宇宙ステーションへの往来を目的とするロシアのソユーズのミッションである。第36次長期滞在の3人の乗組員を輸送した。TMA-09Mは、1967年の最初の打上げ以来、ソユーズによる118回目の有人宇宙飛行である。ソユーズは、緊急脱出船として、第36次長期滞在及び第37次長期滞在の間、宇宙ステーションとドッキングして宇宙に留まる。打上げ時と同じ3人の宇宙飛行士を乗せて、2013年11月11日に帰還した。
ソユーズTMA-09Mの乗組員は、ロシア連邦宇宙局(RSA)のフョードル・ユールチキン、アメリカ航空宇宙局(NASA)のカレン・ナイバーグ、欧州宇宙機関(ESA)のルカ・パルミターノである。

## 乗組員

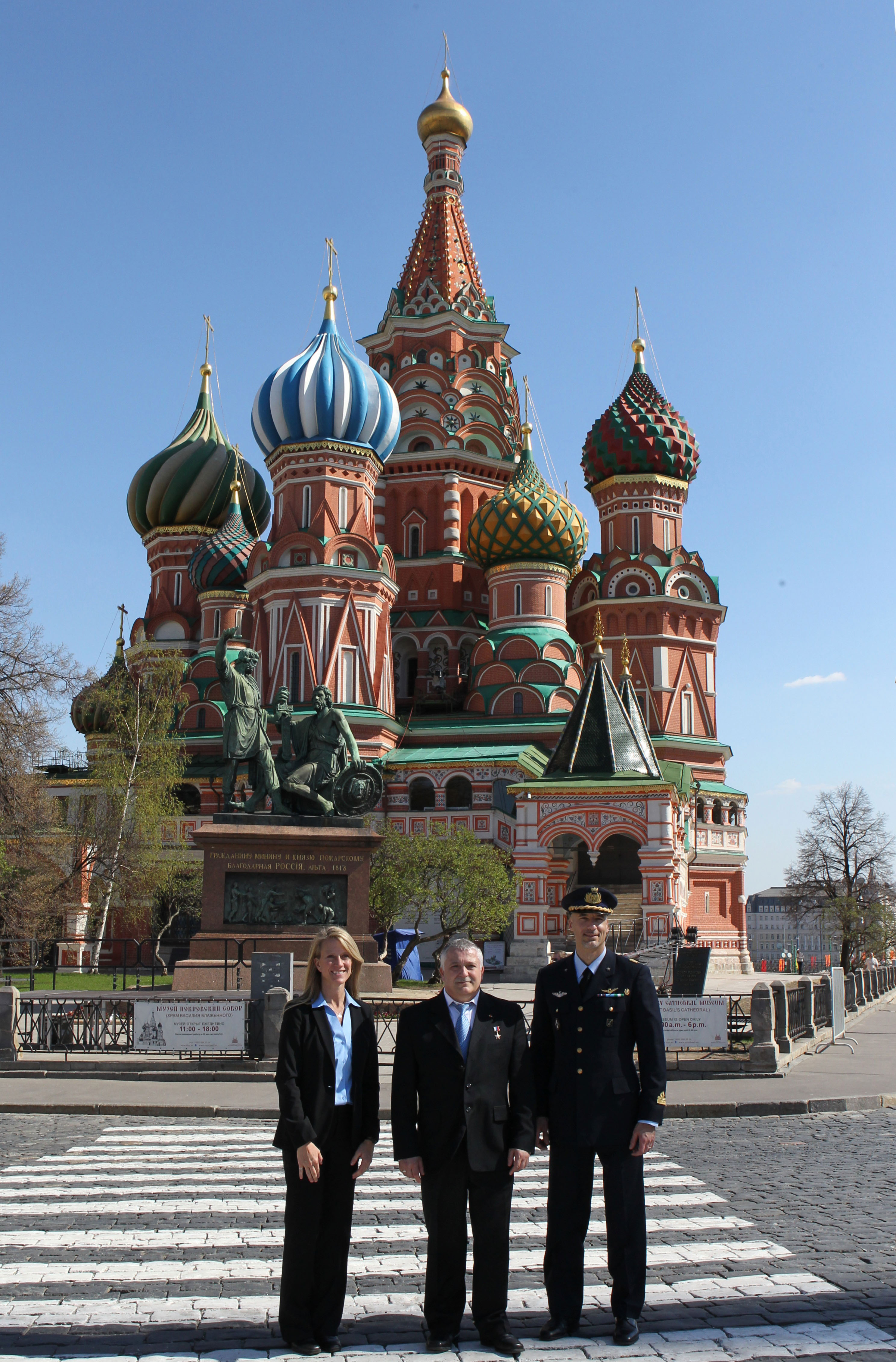
2013年5月8日に赤の広場に記念旅行に行ったソユーズTMA-09Mの乗組員

- 船長 - フョードル・ユールチキン(RSA, 4回目の飛行)
- フライトエンジニア1 - カレン・L・ナイバーグ(NASA, 2回目)
- フライトエンジニア2 - ルカ・パルミターノ(ESA, 1回目)

### バックアップ
- 船長 - ミハイル・チューリン(RSA)
- フライトエンジニア1 - リチャード・マストラキオ(NASA)
- フライトエンジニア2 - 若田光一(JAXA)

## 打上げとドッキング
ソユーズTMA-09Mは2013年5月28日20:31:00(UTC)にバイコヌール宇宙基地のガガーリン発射台からソユーズFGロケットによって打ち上げられ、打上げの9分後に、宇宙船はロケットの上段から切り離されて低軌道に投入された。
この飛行では、ソユーズTMA-08Mと同様にISSへの特急フライトが採用され(2回目)、5月29日02:10(UTC)、打上げからわずか6時間以内の最初のランデブー時に、ミニ・リサーチ・モジュール1(MRM-1)の地球側のポートへのドッキングが行われた。打上げから5時間39分05秒でのドッキングは、ISSミッションとしては最短記録でのドッキングとなった。
11月1日には、ソユーズTMA-11Mの到着に備えてドッキングポートの移動を行うリロケーションが行われ、ズヴェズダ後方のドッキングポートに移動した。